# Gruppo di NGC 4051
Il Gruppo di NGC 4051 è un gruppo di galassie situato nella costellazione dell'Orsa Maggiore a circa 50 milioni di anni luce dalla Terra.
Il suo nome deriva da NGC 4051, la galassia più importante del gruppo che è una galassia spirale barrata tipo Seyfert che ospita al centro un buco nero supermassiccio di 1,7 milioni di masse solari.
Il gruppo è costituito da 16 galassie che insieme al gruppo di M109 (o gruppo di NGC 3992) ed altre galassie va a costituire il sottogruppo meridionale dell'Ammasso dell'Orsa Maggiore. un componente a sua volta del Superammasso della Vergine.

## Galleria d'immagini

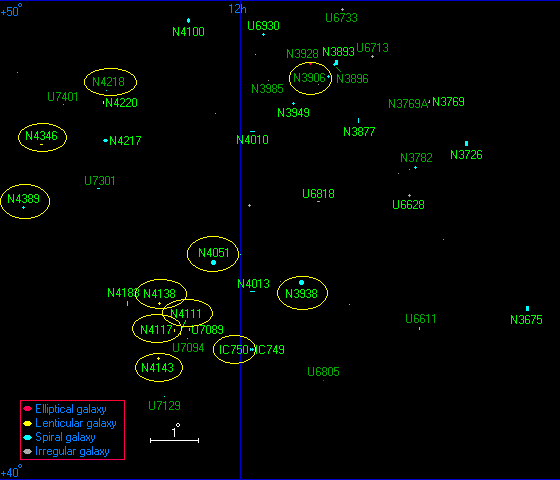
Gruppo meridionale dell'ammasso dell'Orsa Maggiore (in giallo alcune galassie del gruppo di NGC 4051).
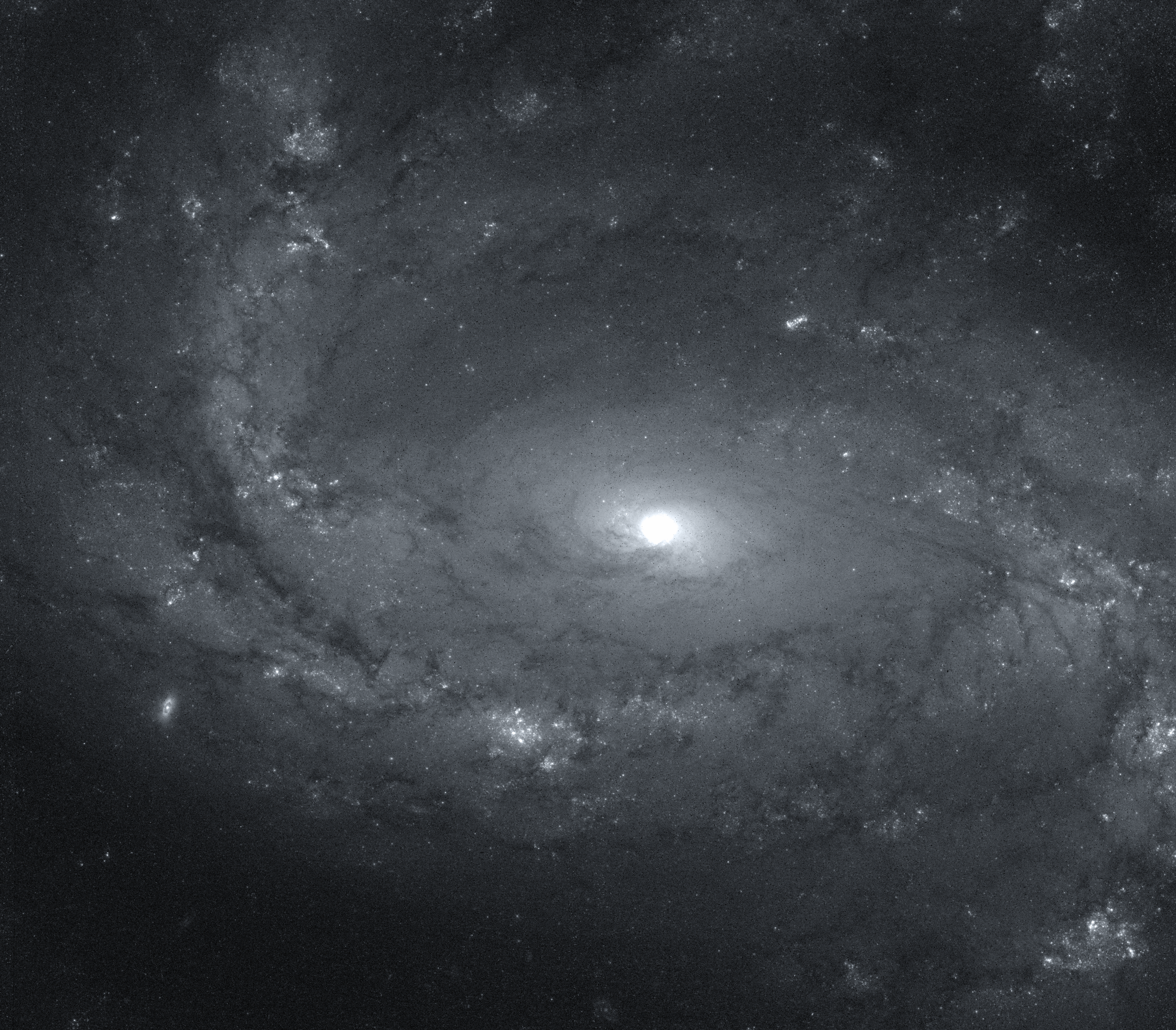
NGC 4051
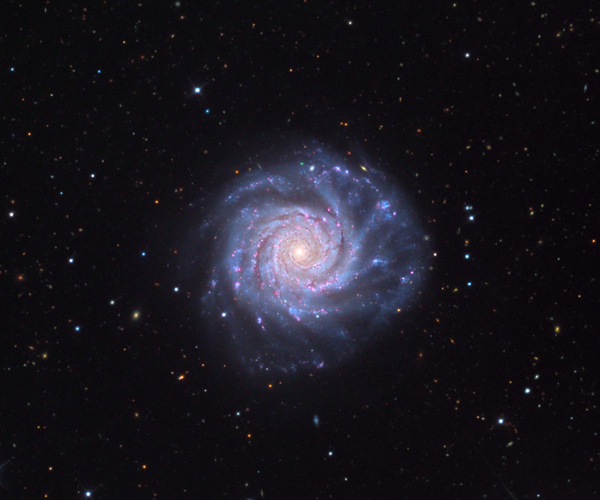
NGC 3938
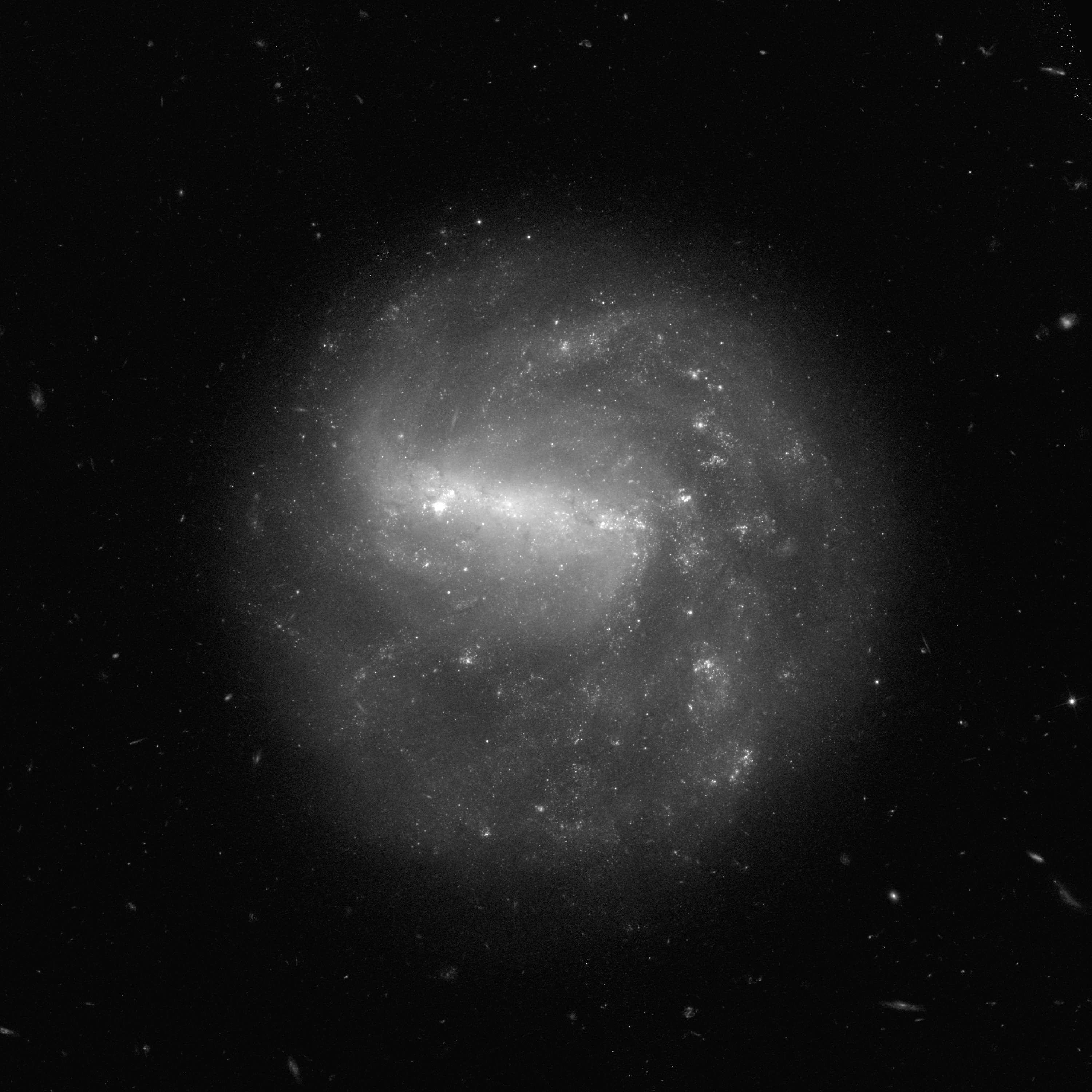
NGC 3906
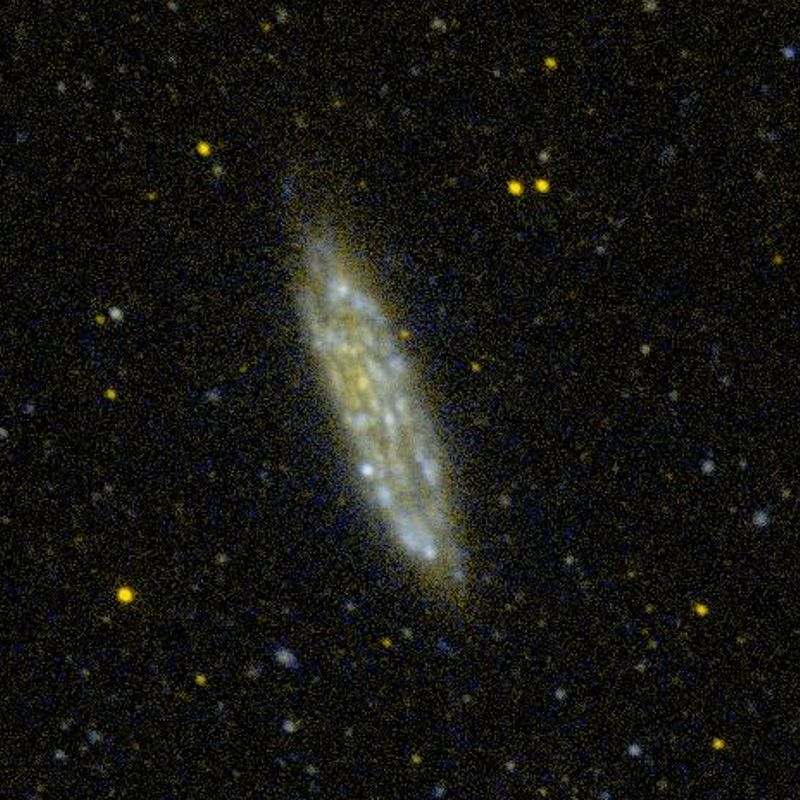
NGC 4096
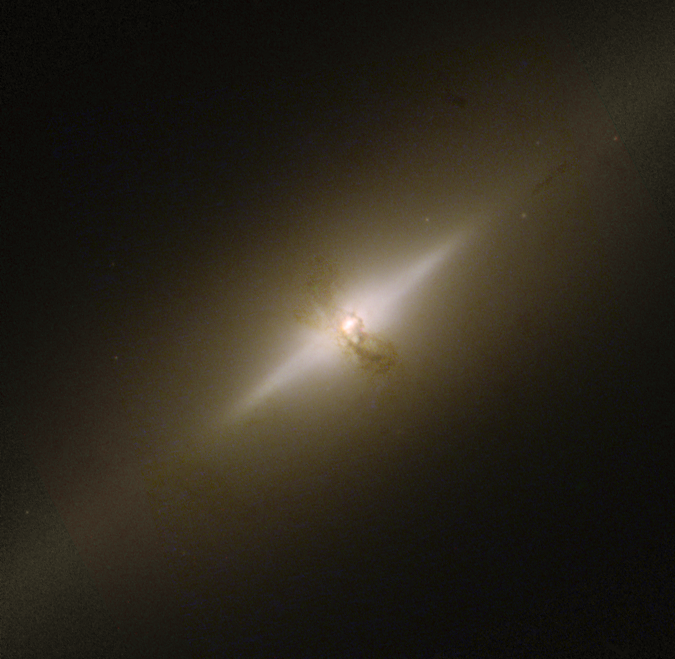
NGC 4111
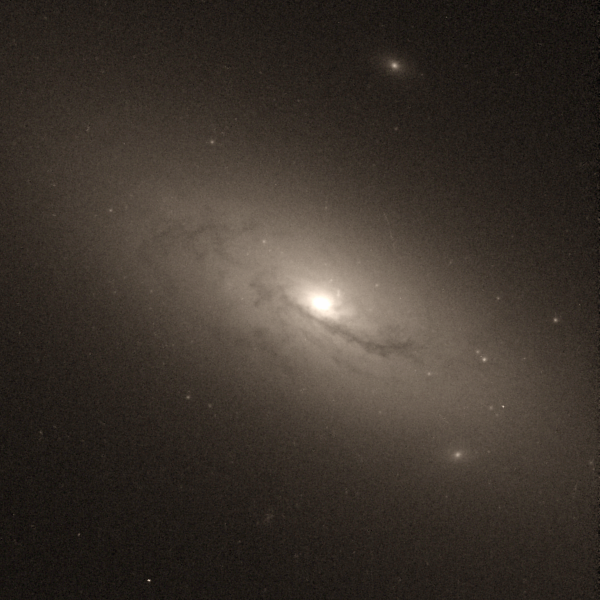
NGC 4117
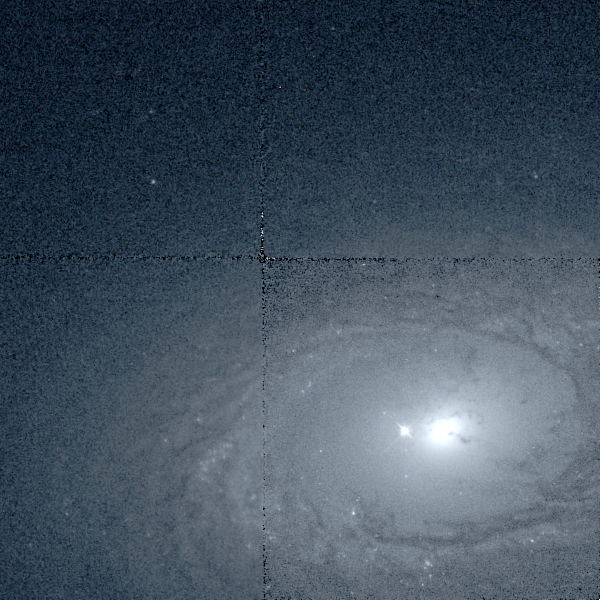
NGC 4138
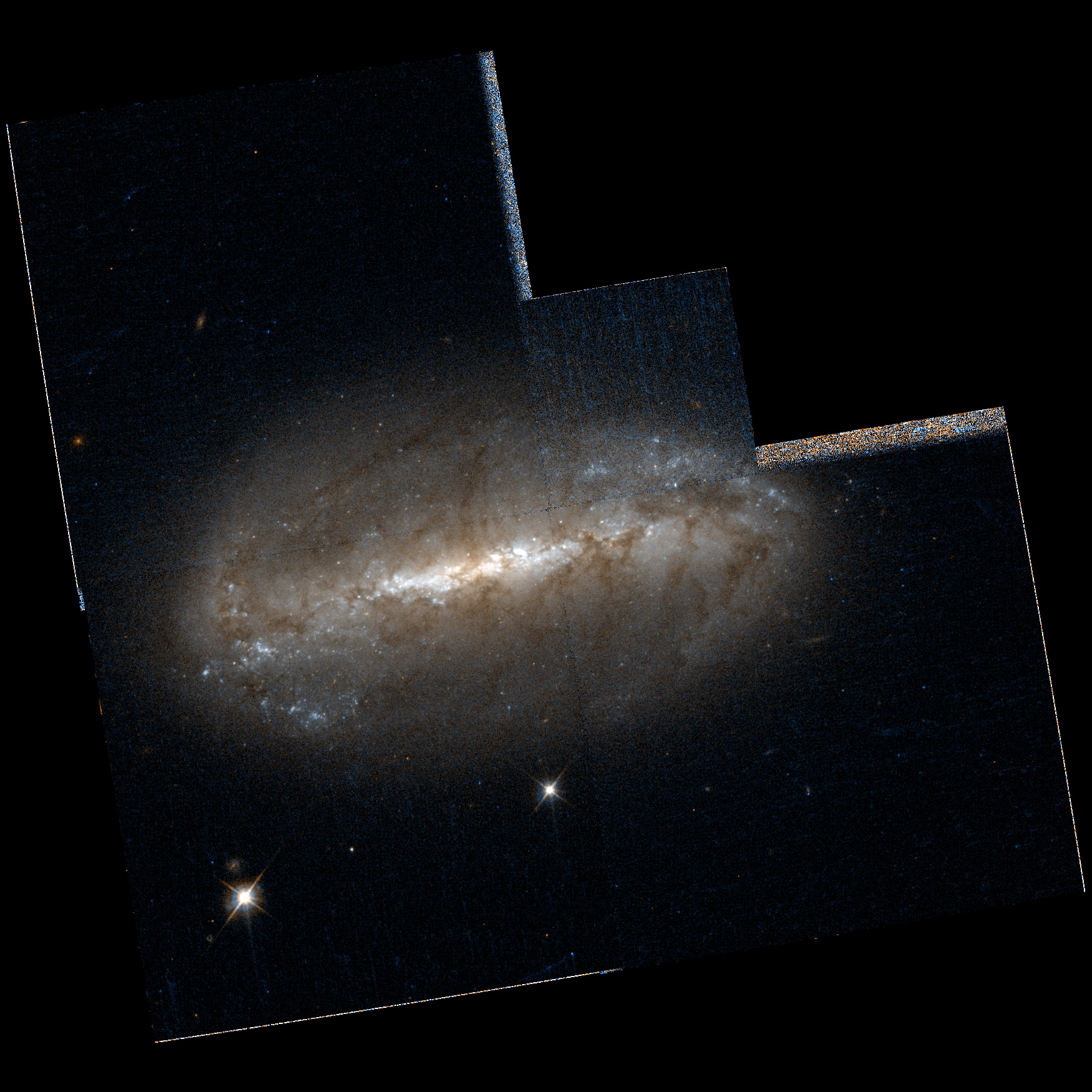
NGC 4389